# Aleksander Dobrzycki

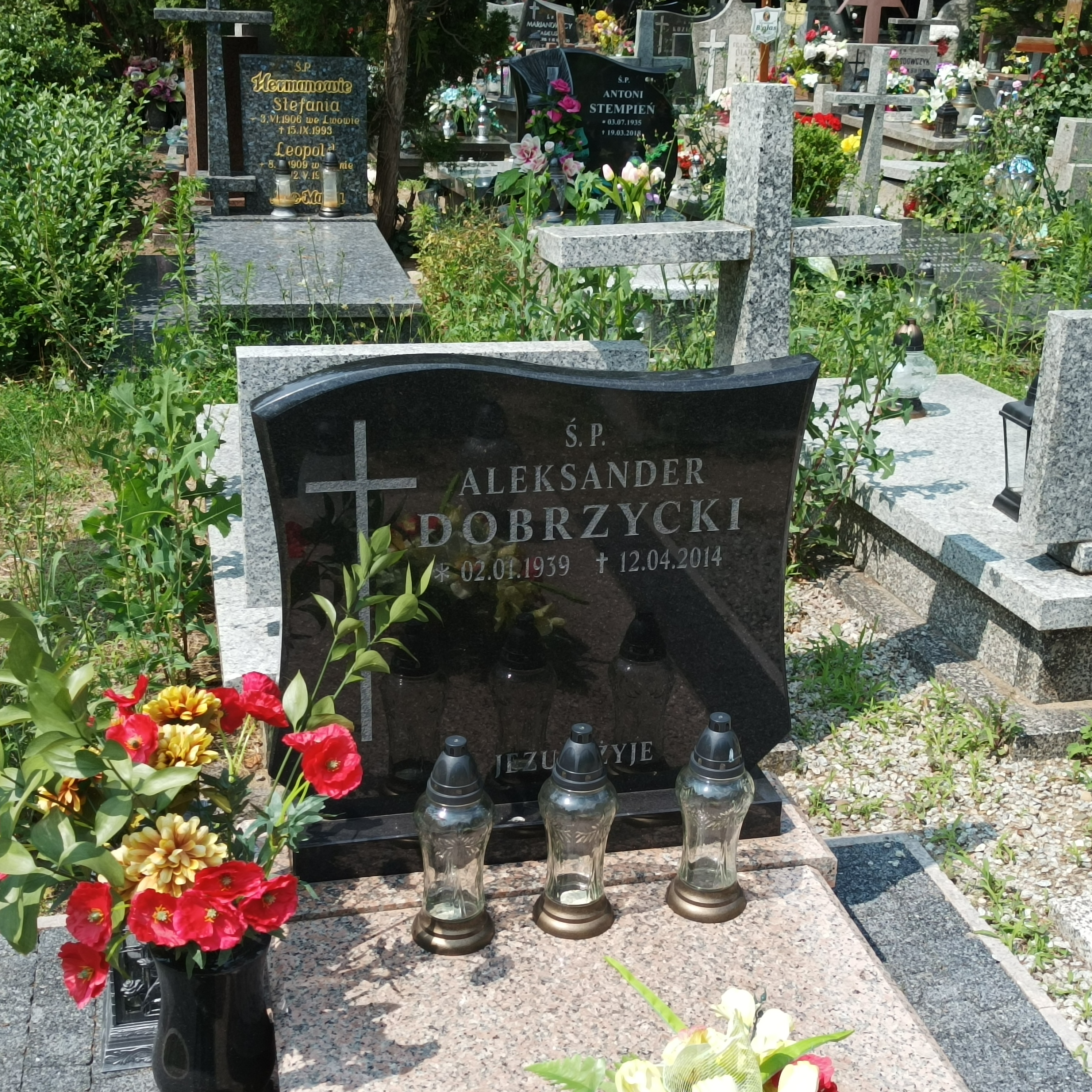
Grób Aleksandra Dobrzyckiego na Cmentarzu Świętej Rodziny

Aleksander Dobrzycki (ur. 2 stycznia 1939 w Golankach koło Grabowa, powiat kolneński, zm. 12 kwietnia 2014 we Wrocławiu) – nauczyciel matematyki, pedagog, metodyk. W latach 1974–2004 był dyrektorem XIV Liceum Ogólnokształcącego im. Polonii Belgijskiej we Wrocławiu.

## Życiorys
Studia matematyczne ukończył na Uniwersytecie Śląskim w Katowicach. W latach 1979–84 wykładał dydaktykę matematyki w IM Uniwersytetu Wrocławskiego. Był pierwszym dyrektorem XIV Liceum Ogólnokształcącego we Wrocławiu i twórcą jego sukcesów w przedmiotach ścisłych. W ciągu kilku lat prowadzone przez niego liceum znalazło się w pierwszej dziesiątce rankingu "Perspektyw", a uczniowie XIV LO odnosili sukcesy na przedmiotowych olimpiadach krajowych i międzynarodowych. W roku 1992 uzyskał tytuł "Nauczyciela roku". W 2001 roku mimo protestów uczniów i rodziców doprowadził do przeniesienia szkoły z ul. Szczytnickiej na al. Brücknera. Był również dyrektorem Gimnazjum nr 49 z oddziałami dwujęzycznymi.